# القنجرة
القنجرة قرية في شمال غربي سوريا، تتبع إداريًّا محافظة اللاذقية وتقع شمال اللاذقية. بحسب الجهاز المركزي للإحصاء في سوريا بلغ عدد سكَّانها 4142 نسَمة في تعداد عام 2004.غالبية سكَّانها من العلويين. تتميَّز بطبيعتها الخضراء ووفرة الماء وقربها من شاطئ البحر المتوسط وعراقتها التاريخية.
تحوَّلت القرية في السنوات القليلة الماضية إلى تجمُّع بشري هام على الشريط الساحلي، على محور طريق عام اللاذقية- كسب، وذلك بفضل التوسُّع العُمراني المتنامي فيها.

## التسمية
سمِّيت القنجرة بسبب نبع ماء كان يسير ويخترق البلدة من الشرق إلى الغرب وكان يفيض ويجري مع بداية الربيع. فالكلمة تتكوَّن من مقطعين (القنا) و(جرى)، أي: القناةُ جَرَت (قناة الماء فاضت وجرت).[بحاجة لمصدر]

## الموقع
تقع القنجرة شمال مدينة اللاذقية على بعد 7 كم على الطريق الدَّولي (اللاذقية- كسب- تركيا) على ارتفاع 89 م عن سطح البحر، فوق هضبة كلسية تنحدر باتجاه الغرب لتتصل بالشريط الساحلي.

## التاريخ
القنجرة بلدة عريقة وهي تجاور مدينة أوغاريت الأثرية. ومما أكد ذلك العثورُ على رقيم فخَّاري في مدينة أوغاريت (رأس شمرا) القريبة تبين أنه وثيقة تجارية هامة وقِّعَت بين تاجر من «خربة الولايات» - وهي أحد أهم الخرائب في القرية - وبين أحد تجار المدينة.
بيوت البلدة القديمة كانت مبنية من الحجارة والطين، إلا أن القرية تشهد توسعًا عمرانيًّا كبيرًا؛ نتيجة لقربها من مدينة اللاذقية وشمولها بالمخطط التنظيمي الجديد لتوسع مدينة اللاذقية. وتفخر قرية القنجرة بأنها كانت السبَّاقة في ميدان العلم والثقافة؛ إذ بنيت فيها أولُ مدرسة عام 1916.

## الزراعة
تشتهر قرية القنجرة بمحاصيل الزيتون والحمضيات وبين بساتينها الخضراء تتوزع المنازل الأنيقة مطلةً في جزء منها على بحيرة السد التي أضفت عليها جمالاً على جمال. ويتباهي مزارعوها بجودة زيت زيتون القنجرة وتعتمد الزراعة على مياه الأمطار بالإضافة إلى مياه السد الذي بناه الأهالي في الناحية الجنوبية الشرقية من القرية والتي تجمعها مع قرية بكسا. هذا المسطح المائي يعتبر أيضاً معلماً سياحياً بارزاً تتهادى على اطرافه العديد من المطاعم والمقاصف عدا عن جلسات السمر في الطبيعة المحيطة به.

## السكان
يبلغ عدد سكان قرية القنجرة حوالي 19,000 نسمة وهذا العدد في تزايد مضطرد نتيجة للتزايد الطبيعي في أعداد سكانها إضافة إلى الهجرة الوافدة حيث يقصدها الباحثون عن السكن لقربها من اللاذقية وانخفاض أسعار العقارات فيها بالمقارنة مع مدينة اللاذقية.
شهدت القرية في الفترة الأخيرة تطوراً عمرانياً ملحوظاً لتتحول إلى شبه مدينة وساعدها في ذلك موقعها المميز من حيث إطلالاتها على البحر المتوسط غرباً وجبل الأقرع شمالاً وقربها من مدينة اللاذقية. إضافةً إلى ارتفاعاتها المتوسطة التي جعلت من مناخها معتدلاً لطيفاً على مدار العام.
وعلى الرغم من اتساع القرية فهي ما زالت مستمرة في نهضتها العمرانية والسياحية حتى غدت مثالاً ونموذجاً مميزاً للقرى السكنية وشكلت القنجرة مع قرية جناتا التي تتبع لها لوحة متكاملة في العناصر والألوان.
نسبة التعليم فيها مرتفعة لتعكس ثقافة أهلها وطموحهم العلمي ونظراً لقربها من جامعة تشرين قإن البلدة أنجبت المئات من حملة الشهادات الجامعية إضافة إلى حملة الدكتوراه في شتى المجالات والاختصاصات رفعت سورية بهم رأسها عالياً.

## المرافق الخدمية
كان في القرية بلدية لأكثر من 40 عامًا وهي تُعنى بالمرافق الخِدمية في قرية القنجرة وقرية جناتا التابعة لها. وبعد عام 2012 ضمت إليها قرية بكسا ومزارعها فأصبحت مجلس بلدة. يوجد ضمن القرية مجموعة مرافق خدمية منها مجموعة مدارس (منها مدرسة إعدادية تولى إدارتها الدكتور مسعود بوبو نحو عام 1968م) ومؤسسة استهلاكية ومستوصف ومركز هاتف ومركز صيانة كهرباء وثلاث جمعيات فلاحية ووحدة إرشادية ومعاصر زيتون وبعض المطاعم وملعب كرة قدم. وحديثاً أصبح فيها جامعة خاصة والعديد من رياض الأطفال.
يعنى مجلس البلدة بتوفير جميع الخدمات للمواطنين من رُخَص بناء وعقود إيجار وبيع، إضافة إلى المحافظة على نظافة القرية وتوفير مستلزمات الحياة. وقام مجلس البلدة بتنفيذ عدَّة مشاريع، منها: تعبيد طرق ومشروع مياه ومشروع صرف صحي ومشروع كهرباء، مع صيانة مستمرة لهذه المشاريع.
وتبلغ مساحة المخطط التنظيمي: قرية بكسا 100 هكتار، قرية جناتا 75 هكتار، قرية القنجرة 175 هكتار، ومجموع المخطَّط 350 هكتار.

## السياحة
أهم الأماكن السياحية في القرية هي بحيرة السد التي تتوسط القرى الثلاث (بكسا- جناتا- القنجرة) وهو من أهم السدود في المنطقة يتميز بإطلالته الخلابة، وغزارة مياهه، ويضم حوله مجموعةَ مصايف ومتنزَّهات، فضلًا عن الطبيعة الخضراء المحيطة به بسهولها وهضابها. وتنتشر فيها أيضًا العديد من المقاهي والنوادي الرياضية. وتتميز أيضًا بقربها وإطلالتها الساحرة على البحر المتوسط وجبل الأقرع.
القنجرة قرية ساحرة الجمال بطبيعتها ففيها السهلُ والوادي وأشجار برتقال وزيتون خضراء كانت موردَ رزق لأهالي البلدة وما زالت.